# Lliga neerlandesa de futbol 1898-99
La Lliga neerlandesa de futbol 1898–1899 va ser disputada per dotze equips que participaven en dues divisions. El campió nacional seria determinat per un partit de play-off amb els guanyadors de la divisió de futbol oriental i occidental dels Països Baixos. El RAP va guanyar el campionat en vèncer el PW Enschede per 3-2 i 2-1.

## Nous equips
Eerste Klasse Est:
- Koninklijke UD
- Quick Nijmegen

Eerste Klasse Oest:
- El Koninklijke HFC va tornar després d'una temporada d'absència

## Divisions

### Eerste Klasse Est
| Pos | Equip               | PJ | PG | PE | PP | GF | GC | Pts | DG  | Notes                                 |
| --- | ------------------- | -- | -- | -- | -- | -- | -- | --- | --- | ------------------------------------- |
| 1   | SBV Vitesse         | 8  | 5  | 3  | 0  | 32 | 12 | 13  | +20 | Classificat a la final del campionat. |
| 2   | Go Ahead Wageningen | 8  | 5  | 1  | 2  | 28 | 8  | 11  | +20 | -                                     |
| 3   | Quick Nijmegen      | 8  | 2  | 3  | 3  | 15 | 15 | 7   | 0   | -                                     |
| 4   | Koninklijke UD      | 8  | 1  | 3  | 4  | 8  | 16 | 5   | -8  | No participa la propera temporada.    |
| 5   | PW                  | 8  | 1  | 2  | 5  | 8  | 40 | 4   | -32 | -                                     |

PJ = Partits jugats; PG = Partits guanyats; PE = Partits empatats; PP = Partits perduts; GF = Gols a favor; GC = Gols en contra; Pts = Punts; DG = Diferència de gols

### Eerste Klasse Oest
| Pos | Equip               | PJ | PG | PE | PP | GF | GC | Pts | DG  | Notes                                 |
| --- | ------------------- | -- | -- | -- | -- | -- | -- | --- | --- | ------------------------------------- |
| 1   | RAP                 | 12 | 10 | 2  | 0  | 37 | 15 | 22  | 22  | Classificat a la final del campionat. |
| 2   | HVV Den Haag        | 12 | 6  | 2  | 4  | 23 | 15 | 14  | +1  | -                                     |
| 3   | HFC Haarlem         | 12 | 5  | 3  | 4  | 29 | 23 | 13  | +10 | -                                     |
| 4   | HBS Craeyenhout     | 12 | 5  | 2  | 5  | 21 | 15 | 12  | +6  | -                                     |
| 5   | Sparta Rotterdam    | 12 | 5  | 0  | 7  | 18 | 28 | 10  | -10 | -                                     |
| 6   | Koninklijke HFC     | 12 | 3  | 1  | 8  | 13 | 33 | 7   | -20 | -                                     |
| 7   | Rapiditas Rotterdam | 12 | 3  | 0  | 9  | 17 | 29 | 6   | -12 | No participa la propera temporada.    |

PJ = Partits jugats; PG = Partits guanyats; PE = Partits empatats; PP = Partits perduts; GF = Gols a favor; GC = Gols en contra; Pts = Punts; DG = Diferència de gols

### Play-off del campionat
| Equip 1 | Global | Equip 2     | Anada | Tornada |
| ------- | ------ | ----------- | ----- | ------- |
| RAP     | 5–3    | PW Enschede | 3–2   | 2–1     |

El RAP va guanyar el campionat.